# نیشی-کو، ساکای

بخش نیشی در ساکای

بخش نیشی، ساکای (به ژاپنی: 西区 Nishi-ku) یکی از مناطق شهر ساکای در استان اوساکا در ژاپن است.